# Gemma Luziani
Gemma Luziani (Pisa, 23 settembre 1867 – Rio de Janeiro, 19 aprile 1894) è stata una pianista italiana del periodo romantico.

## Biografia
Nata nel quartiere pisano di San Michele degli Scalzi, Gemma emerse fin da giovane come una virtuosa pianista. Prima di compiere i 18 anni, aveva già attraversato il globo, ricevendo riconoscimenti da personalità illustri quali la Regina Margherita, Papa Pio IX, Victor Hugo e lo zar Alessandro II di Russia. La sua presenza era richiesta in tutte le corti europee, attirando l'ammirazione di rinomati compositori come Jules Massenet, Anton Rubinstein e Camille Saint-Saëns.
Il 25 agosto 1889, in segreto, Gemma contrasse matrimonio con il bresciano Fausto Nervi. I due decisero di lasciare insieme l'Italia per rifugiarsi in Brasile, dove Gemma fu chiamata dal governo a dirigere, a soli 22 anni, il Conservatorio Nacional de Musica di Rio de Janeiro. Nel 1894, a causa di un'epidemia di febbre gialla, entrambi i coniugi morirono nel giro di pochi mesi.
La loro figlia appena nata, Marta Nervi, fu l'unica sopravvissuta, ritornando a Brescia sotto la custodia dei nonni paterni. Anche lei si rivelò un talento pianistico e successivamente divenne madre dell'attrice Milena Vukotic.